# Alférez (軍銜)
Alférez （西班牙語）是西班牙、阿根廷、智利和乌拉圭军队的初級軍銜。其葡萄牙语变体 alferes 被葡萄牙、莫桑比克、圣多美和普林西比以及东帝汶的軍隊所採用，也曾用于巴西軍隊中。西班牙、多米尼加共和国和秘鲁三國亦使用 alférez de fragata （護衛艦少尉） 作為各自的海军军衔。

## 名稱由來
Alférez 和alferes 至今還沒有確切的翻譯。該詞常常被人翻译为少尉（英語：ensign) ，但有时也被翻译为少尉（英語：sub-lieutenant、second lieutenant） 。然而這些翻譯僅僅是達到了相似的意思，並不能完全抓到其準確意義。如果將其與北约军衔作對比，那麼 Alférez 對應的代碼應是OF-1。
Alférez 和 alferes兩個單詞皆源自於阿拉伯语中的字詞 （ al-fāris ），意思是“骑士”、“騎手”或“骑兵”。
Alférez 或 alferes 军衔稱號最早是在中世纪收复失地運動期间被伊比利亚军队所使用，佩戴這一軍銜的大多是負責攜帶軍隊單位旗幟的軍官。在當時，擁有 alférez 稱號的軍官大都是国王或高级贵族随从的领袖。著名的熙德勇士便是卡斯蒂利亚国王阿方索六世的alférez，另外亦有阿方索·努涅斯作為加利西亚公爵雷蒙的 alférez。

## 阿根廷
在阿根廷，空军和國家憲兵都有使用 alférez 军衔。但不同的是，空军會將這一军衔授予新合格的军官，而國家憲兵則會使用該军衔，相当于军队的“中尉”。
阿根廷的其他武裝部隊是不會使用“少尉”這一軍銜的。
| 阿根廷空军军衔 | 阿根廷國家憲兵军衔 | 與英聯邦軍銜制度對比 |
| -------------- | ------------------ | -------------------- |
| -------------  | -------------      | -------------        |
| Alférez        | 副 Alférez         | 代理飛行員/ 少尉     |
| 中尉           | Alférez            | 空軍飛行員/ 少尉     |
| 第一中尉       | 第一 Alférez       | 空軍少尉/ 中尉       |

## 智利
在智利，一般军官学员都會被稱為被称为 sub-alférez 。而從軍官培訓畢業後，他們會被升任為為期一年的 alférez，同時亦會對其軍種進行特定訓練。在此之后，alférez都會被提升为副中尉。

## 秘鲁
其海軍軍官的最低軍銜為護衛艦的 alférez。

## 菲律宾
Alférez 軍銜在菲律賓當地被拼写成 Alpéres ，在菲律宾革命和菲律宾-美国战争期间被菲律宾革命军所使用。該軍銜為菲律賓軍中最低的委任軍官等級，可与服役中的少尉軍銜作互换。

## 西班牙
Alférez是西班牙军官等級中最低的，仅次于中尉。而护卫舰的 Alférez 則是最低的海军军官军衔。

## 多明尼加共和国
Alférez 軍銜亦被多米尼加海军所使用：护卫舰的alférez （少尉）和 船艦的 alférez（中尉）是該海軍中最低的军官级别。

## 委内瑞拉
委内瑞拉軍隊中的“Alférez”是陆军、空军和国民警卫队這三大军官學員中最低的軍銜等級。而海軍學校使用的最低等級稱號則是海軍學校學員（英語：midshipman）或海軍見習生（西班牙語：guardiamarina）。